# Desmophyes haematogaster
Desmophyes haematogaster is een hydroïdpoliep uit de familie Prayidae. De poliep komt uit het geslacht Desmophyes. Desmophyes haematogaster werd in 1992 voor het eerst wetenschappelijk beschreven door Pugh. 